# Mikrospánek
Mikrospánek je krátká epizoda spánku, která může trvat od několika desetin sekundy až po 30 sekund. Během této doby člověk nevnímá žádné vnější podněty jako jsou zvuky nebo vizuální vjemy.
Hlavní příčiny mikrospánku je nespavost a obstrukční spánková apnoe (OSA), která se projevuje chrápáním a zástavami dechu během spánku. Mikrospánku často předchází snížená pozornost, ospalost a únava.

## Rizikové skupiny
Mikrospánek se nejvíce dotýká lidí, kteří jsou spánkově deprivovaní nebo vykonávají monotónní práci. Jde například o řidiče, piloty, pacienty trpící narkolepsií, lidi pracující na směny.
Podle lékařů patří mezi nejvíce ohrožené skupiny muži do 26 let, a to z důvodu častého nedostatku spánku.
Sklony k mikrospánku u ospalých řidičů potvrzuje také experiment Toryho Bellaci a Kary Byronové, kteří testovali pozornost po probdělé noci vůči opilým řidičům. Během testů dokázali, že ospalost je při řízení nebezpečnější než opilost.[zdroj⁠?!]